# Libertatem quam peperere

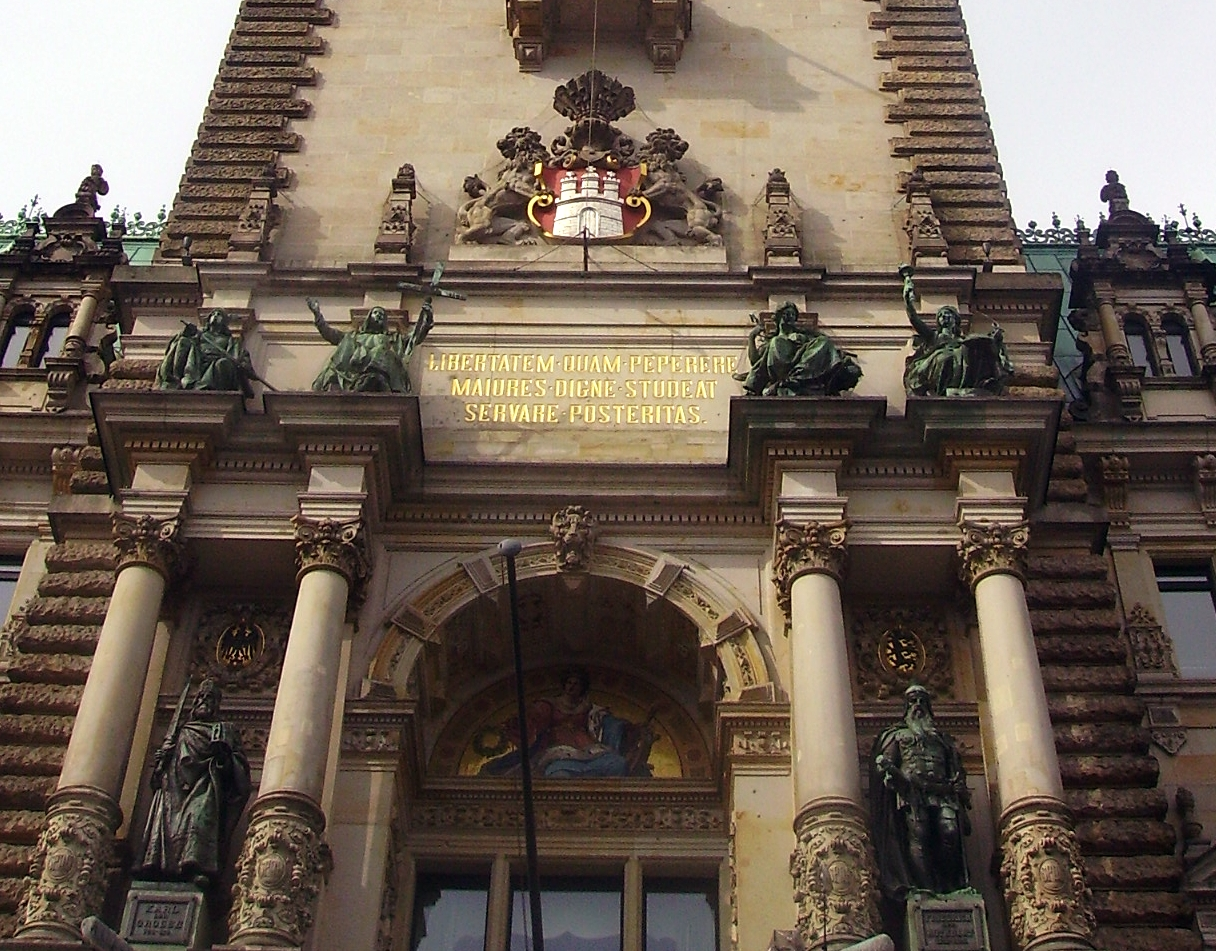
Rathausportal mit Wappen und Inschrift

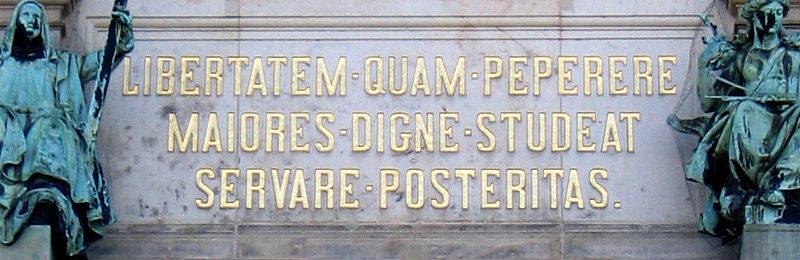
Libertatem quam peperere, Detailansicht

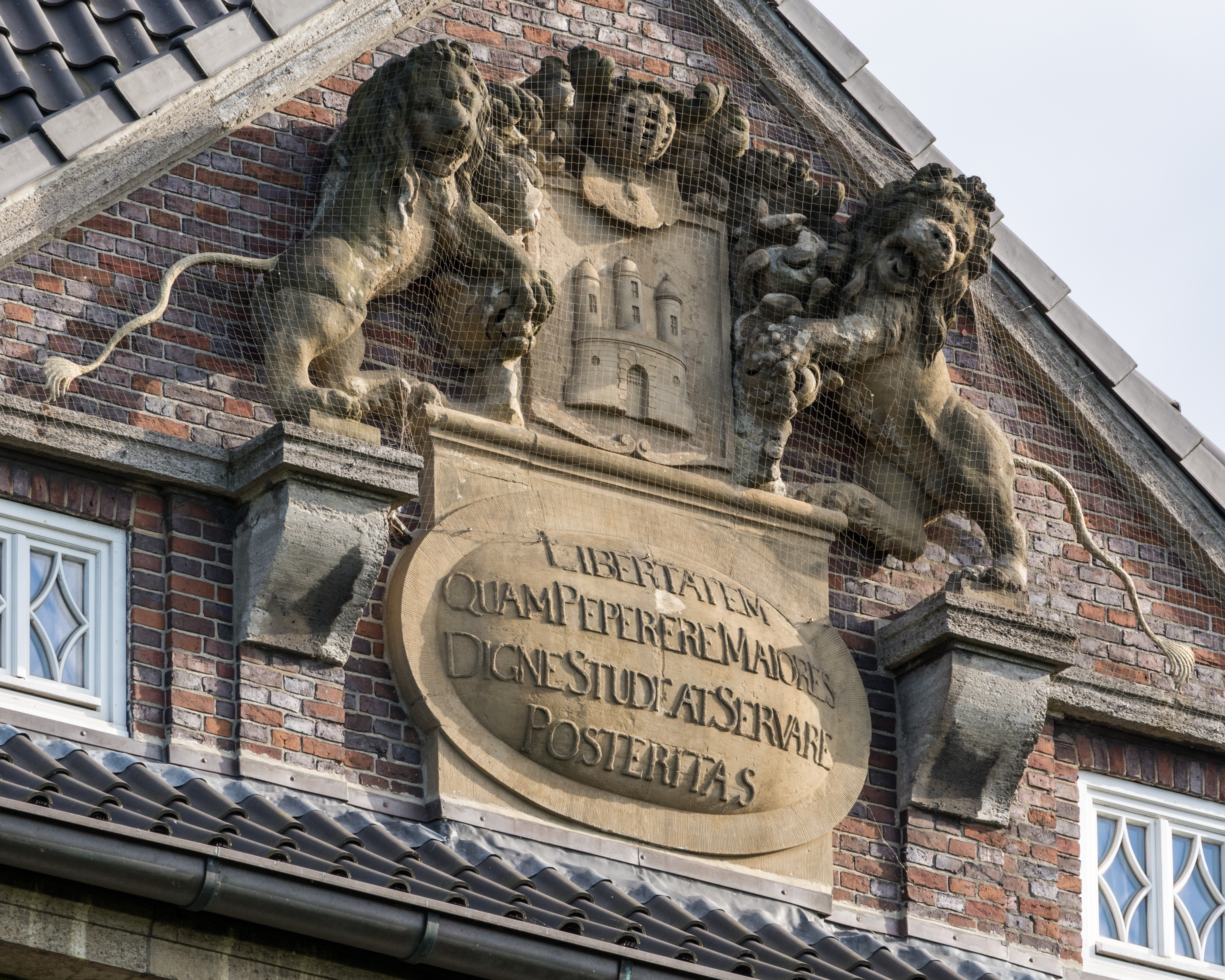
Inschrift vom Deichtor am Museum für Hamburgische Geschichte

Libertatem quam peperere, vollständig Libertatem quam peperere maiores digne studeat servare posteritas, mit der Bedeutung „Die Freiheit, die errungen die Alten, möge die Nachwelt würdig erhalten“ bzw. „Die Freiheit, die die Väter erwarben, möge die Nachwelt würdig zu erhalten trachten“, ist ein lateinischer Sinnspruch, der in Stein gemeißelt und mit Goldfarbe ausgelegt über dem Portal des Hamburger Rathauses angebracht ist.
Der Spruch gilt als Hamburgensie, da er einem Beschluss der Hamburger Bürgerschaft aus dem Jahr 1894 entgegensteht, mit dem für den damaligen Rathausneubau nur Inschriften in deutscher Sprache vorgesehen waren. Die Ausnahme wurde erreicht, indem das Motto zu einer Hamburger Tradition erklärt wurde. Allerdings gibt es weitere lateinische Zitate im Rathaus. So steht im Torsaal, über der Tür zum kleinen Festsaal der Satz geschrieben: Nam concordia parvae res crescunt, discordia maximae dilabuntur („Durch Eintracht wächst das Kleine, durch Zwietracht zerfällt das Größte“). Es handelt sich hier um ein Zitat des römischen Geschichtsschreibers Sallust aus dessen Werk De bello Iugurthino. 
Bereits von 1663 bis 1806 stand das Libertatem quam peperere in Stein gehauen über der Tordurchfahrt des damaligen Millerntors und von 1673 bis 1828 an der stadtwärts gerichteten Innenseite des Deichtors, ergänzt durch den Spruch Salus civitatis pietas et concordia („Das Wohl der Gemeinschaft liegt in Frömmigkeit und Eintracht“) an der Außenseite. Nach dem Abbruch des Deichtors ist die Inschrift bei der Baudeputation eingelagert und beim Bau des Museums für Hamburgische Geschichte zwischen 1914 und 1922 als Architekturfragment im Zwerchgiebel des östlichen Risaliten der Nordseite unterhalb eines Hamburger Wappens angebracht worden.
Der Spruch selber ist im Rathaus an der Trostbrücke übernommen worden, er stand in großen, erhabenen Metallbuchstaben im dortigen sogenannten Senatsgehege bis zu der Sprengung des Gebäudes 1842 während des Großen Brands.